# Navarra
Navarra (în spaniolă Navarra, pronunție în spaniolă [naˈβara] ⓘ; în bască Nafarroa, pronunție în bască [nafaro.a]), oficial comunitatea statutară Navarra (în spaniolă Comunidad Foral de Navarra, pronunție în spaniolă [komuniˈðað foˈɾal de naˈβara]; în bască Nafarroako Foru Komunitatea, pronunție în bască [nafaro.ako foɾu komunitate.a]), este o comunitate autonomă și o provincie în Spania. Este situată între Munții Pirinei și masivele muntoase din centrul Spaniei. Reprezintă jumătatea de sud a fostului Regat al Navarrei.

## Împărțire administrativ-teritorială
- Municipalitatea Mangal (doar partea de est) - restul municipalităților

## Localități mari
(La 1. ianuarie 2005)
| Localitate  | Numele în limba bască | Locuitori |
| ----------- | --------------------- | --------- |
| Pamplona    | Iruñea                | 193.328   |
| Tudela      | Tutera                | 32.345    |
| Barañáin    | Barañain              | 22.295    |
| Burlada     | Burlata               | 18.316    |
| Estella     | Lizarra               | 13.708    |
| Zizur Mayor | Zizur Nagusia         | 13.052    |
| Tafalla     | Tafalla               | 10.924    |
| Villava     | Atarrabia             | 10.236    |
| Ansoáin     | Antsoain              | 9.862     |
| Berriozar   | Berriozar             | 8.244     |
| Baztán      | Baztan                | 7.798     |
| Corella     | Corella               | 7.621     |
| Alsasua     | Altsasu               | 7.455     |